# Langues en Martinique
La Martinique, en tant que collectivité territoriale unique fait partie de la république française et a donc le français comme langue officielle comme sur l'ensemble du territoire du pays, cette langue est parlée par 81 % de la population. Néanmoins, le 25 mai 2023, l'assemblée de la collectivité territoriale de Martinique (CTM) reconnait que le créole est la langue officielle de la Martinique au même titre que le français. « Selon l’Insee, plus de 70% des Martiniquais et des Martiniquaises la pratiquent au quotidien chez eux, au travail ou entre amis ». Le créole martiniquais est composé de mots de diverses origines (français, anglais, africain, caraïbe, espagnol) articulée par une syntaxe, une grammaire et une conjugaison d'origine africaine. Environ 5 % des élèves suivent un enseignement du créole à l'école.
Le statut du créole a changé depuis la création en 2000 d'un CAPES en langue et culture régionales, option créole. La langue créole est enseignée dans le secondaire et à l'université des Antilles et la Guyane. En effet, une licence, un master et un doctorat de langue et culture régionales option créole existent depuis une dizaine d'années sur le campus de Schœlcher. En 2007, l'écrivain Raphaël Confiant publie, aux éditions Ibis rouge, le premier Dictionnaire créole martiniquais - français.
Le G.E.R.E.C (Groupe d'études et de recherches en espace créolophone) fondé en 1975 par le professeur Jean Bernabé, tente depuis plus de 30 ans de codifier le créole martiniquais. C'est la graphie du G.E.R.E.C, qui fait référence en Martinique. Parmi les défenseurs de la langue créole en Martinique, on trouve les écrivains du mouvement littéraire la créolité, Raphaël Confiant, Patrick Chamoiseau, et Jean Bernabé.